# Antoni Idźkowski
Antoni Idźkowski (ur. 31 grudnia 1872 w Ostrzeszowie, zm. 15 sierpnia 1936 w Ustroniu) – polski działacz społeczny i narodowościowy, radny Królewskiej Huty. 

## Życiorys
W 1897 zamieszkał w Królewskiej Hucie (obecnie Chorzów), otwierając drogerię (ze specyfikami medycznymi) „Pod Krzyżem”, przy obecnej ul. Jagiellońskiej 1.
W 1919 członek zarządu powstałego Towarzystwa Kupców w Królewskiej Hucie. W listopadzie tego roku wybrany radnym Rady Miejskiej.
W 1920 członek Komitetu Plebiscytowego w Królewskiej Hucie. Uczestniczył w powstaniach śląskich jako dostawca lekarstw oraz środków opatrunkowych dla oddziałów powstańczych. W czerwcu 1922 członek tzw. Komitetu Przyjęcia Wojska Polskiego w Katowicach, w imieniu Rady Ludowej witał żołnierzy wojska polskiego wkraczających do Królewskiej Huty.
W 1926 członek Komisji Przygotowawczej wyborów samorządowych w Królewskiej Hucie. Rok później członek Rady Opiekuńczej Miejskiego Instytutu Kształcenia Handlowego w Królewskiej Hucie.
W 1930 ponownie wybrany radnym z listy Narodowej Partii Robotniczej. Zajmował się szkolnictwem i Ochotniczą Strażą Pożarną w Królewskiej Hucie. Prezes Związku Drogistów Obwodu Śląskiego.
Zmarł niespodziewanie 15 sierpnia 1936 podczas pobytu na kuracji w Ustroniu.

## Ordery i odznaczenia
- Srebrny Krzyż Zasługi